# William Budzinski

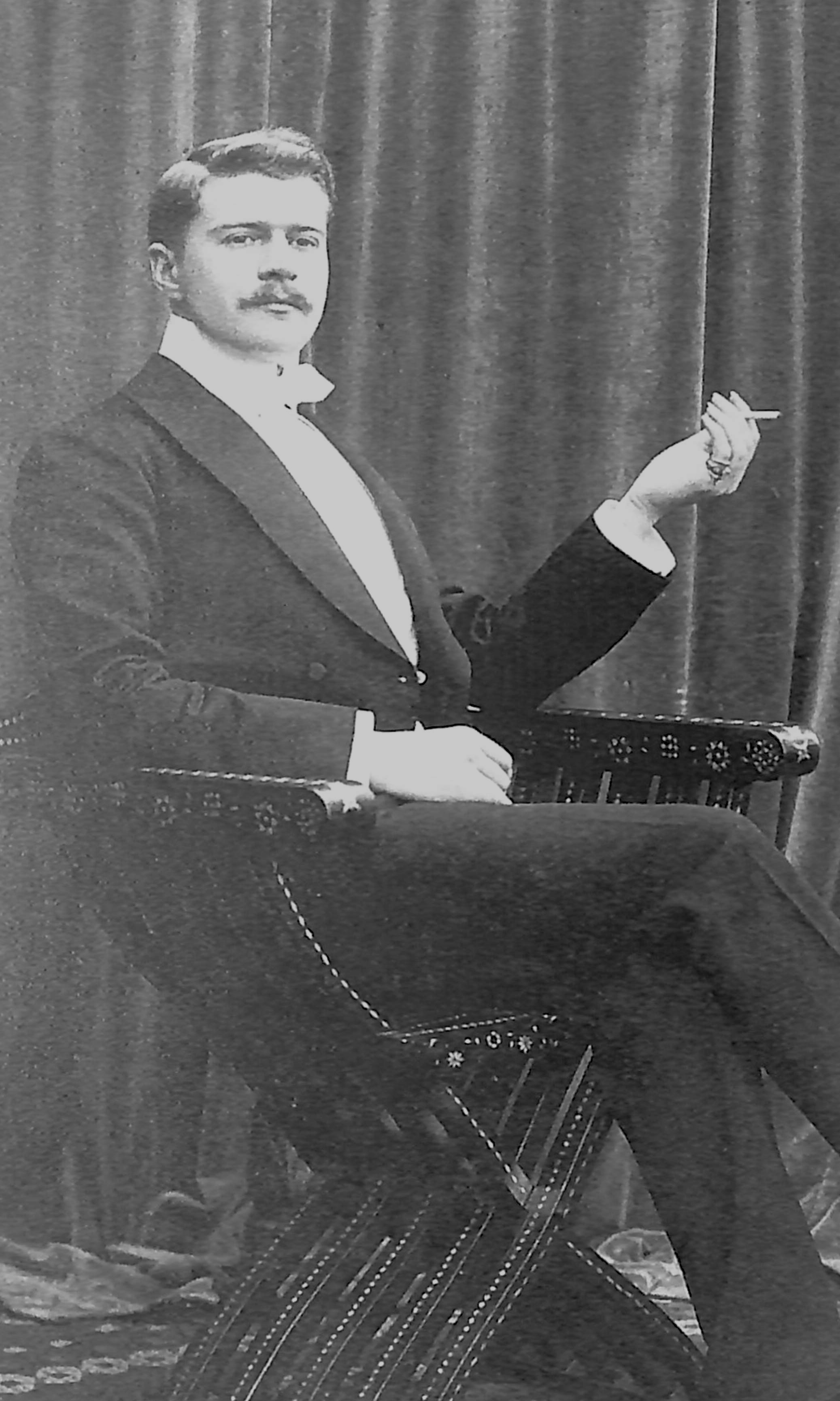
William Budzinski

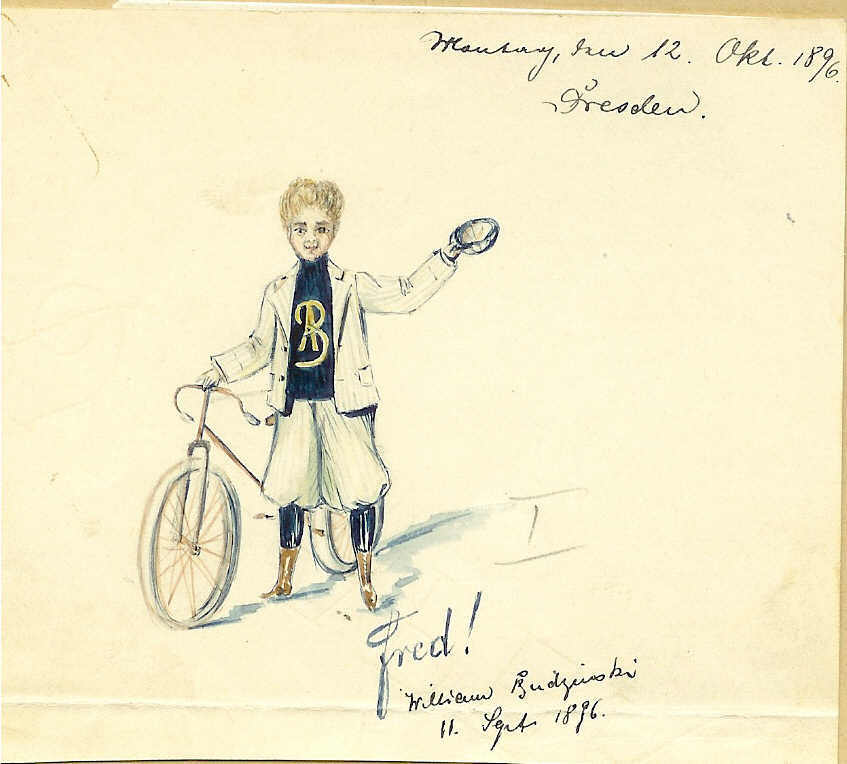
Zeichnung von Budzinski aus dem Jahr 1896. Sie zeigt seinen Bruder Fredy.

William Budzinski (* 20. Februar 1875 in Berlin; † 4. Oktober 1950 in Berlin-Buch) war ein Berliner Kostümbildner und -sammler.

## Leben
William Budzinski kam als eines von vier Kindern (Benno, William, Alfred und Melanie) von Alfred Budzinski und Emma, geborene Gross, zur Welt. Der Berliner Sportjournalist Fredy Budzinski war einer seiner Brüder. William Budzinski besuchte das Sophienrealgymnasium und danach für einige Semester eine Kunstschule.
Budzinski erhielt anschließend eine Anstellung bei der Kostümfirma Hugo Baruch als Figurinenzeichner (heute: Kostümbildner). Gleichzeitig arbeitete er mit Pauline Hallmann zusammen, der „Costümière und Ober-Gardorobière“ des Berliner Apollo-Theaters. Außerdem gab es ab 1910 erste Entwürfe Budzinskis als freier Mitarbeiter für die Firma Bruno Pruschinski, die er im Jahre 1912 übernahm. Der Eintrag Budzinskis in das Handelsregister erfolgte am 16. März 1912. Bis 1919 wurden Kostüme für Berliner Bühnen generell von den Darstellern beschafft, vor allem bei weiblichen Darstellern. Bekannte Trägerinnen seiner Kostüme waren die Tänzerinnen La Belle Otéro und Saharet. Er lieferte Kostüme unter anderem an das Apollo-Theater, das Metropol-Theater und das Passage-Theater, sowie an Ballette und an die königliche Oper. Neben Charlotte Josephsen und Regina May war er einer der drei bekanntesten Berliner Kostümbildner der Haute Couture. Im Jahr 1930 gingen die „Luxus-Werkstätten Pruschinski“ im Zuge der Weltwirtschaftskrise in Konkurs. Anschließend verkaufte William Budzinski seine rund 3000 Kostüme umfassende Sammlung an das Kunstgewerbemuseum Berlin. Die Sammlung befindet sich inzwischen im Museum Europäischer Kulturen. Er war mit Erna Budzinski verheiratet. Fast vergessen starb er 1950 in Berlin-Buch.
Im Jahr 1999 fand in Berlin die Ausstellung über William Budzinski Varieté und Revue. Der Kostümbildner und Kostümsammler William Budzinski 1875–1950 statt.